# برانداو
برانداو (بالبرتغالية: Brandão‏) (مواليد 16 يونيو 1980 في ساو باولو - البرازيل) لاعب كرة قدم برازيليون يلعب حاليا لصالح نادي الدرجة الأولى مرسيليا الفرنسي منذ 2009 في مركز المهاجم .

## روابط خارجية
- برانداو على موقع الاتحاد الأوربي (الإنجليزية)
- برانداو على موقع اتحاد أوكرانيا (الإنجليزية)
- برانداو على موقع رابطة كرة القدم الفرنسية للمحترفين (الإنجليزية)
- برانداو على موقع قاعدة بيانات كرة القدم.إي يو (الإنجليزية)
- برانداو على موقع ليكيب (الفرنسية)
- برانداو على موقع Soccerway.com (الإنجليزية)
- برانداو على موقع عالم كرة القدم.نت (الإنجليزية)
- برانداو على موقع كووورة
- برانداو على موقع AS.com (الإسبانية)